# Walter Atom
Walter Atom byl vzduchem chlazený horizontální (plochý) dvouválcový motor používaný na lehkých letadlech a větroních. Atom byl vyráběn Akciovou společností Walter, továrnou na automobily a letecké motory od roku 1935. Počty vyrobených motorů se v oficiálních pramenech neuvádějí, zřejmě se jednalo jen o jednotky kusů.

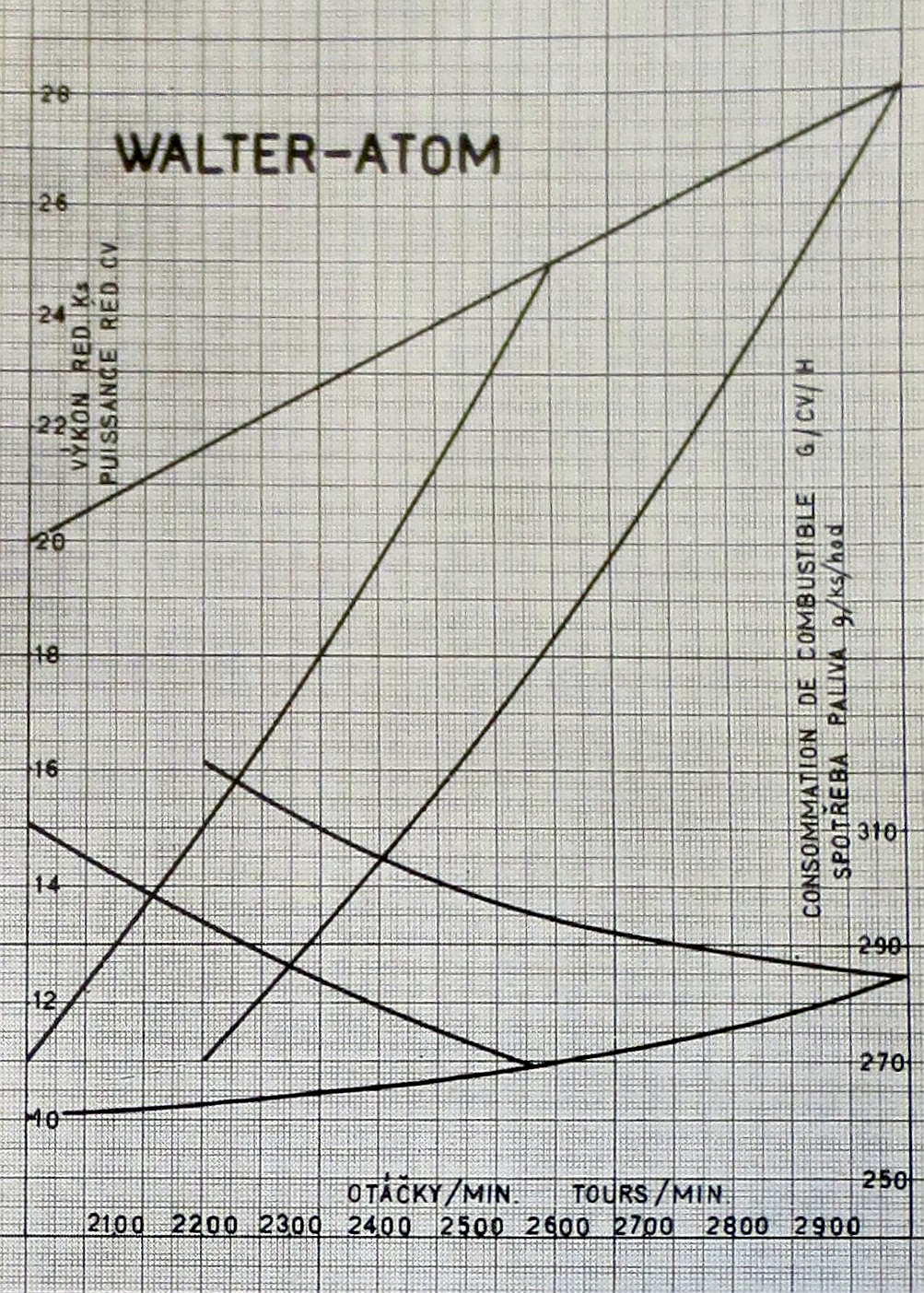
Walter Atom (charakteristiky)

## Vznik a vývoj
Byl nejslabším motorem z řady vzduchem chlazených motorů Walter vyráběných mezi světovými válkami a výrazně atypický byl v tom, že se jednalo o plochý, horizontální motor. Původně byl zamýšlen jako vhodná pohonná jednotka motorizovaných větroňů. Je rovněž zajímavé, že v "předvečer" druhé světové války začali amatérští piloti v Aeroklubech využívat motorizované kluzáky. Počítal s ním ing. Pavel Beneš pro první takový větroň (Be-500 "Bibi") z choceňské továrny na letadla Beneš-Mráz, ing. Pavel Beneš – ing. Jaroslav Mráz. K realizaci tohoto záměrů však nedošlo, avšak konstrukční příprava z typu Beneš-Mráz Be-500 Bibi byla zúročena při stavbě následných typů Be-501 a Be-502. U nich se však využily silnější motory Walter Mikron a Walter Minor 4. 
Bibi Be-500 bylo navrženo jako lehké jednomístné letadlo malých rozměrů s minimální spotřebou pohonných hmot. Propozicemi však vykazovalo stoupavost a rychlost 150–160 km/h srovnatelnou s letadly vyšší třídy. Bylo řešeno jako dolnokřídlý samonosný jednoplošník s uzavřeným kokpitem, s rozsáhlým výhledem. Za kabinou byl i prostor pro menší zavazadla. Konstrukce trupu byla celodřevěná včetně dýhovaného potahu. Benzínová nádrž o objemu 36 l byla umístěna v trupu za pilotem. Benzín byl dopravován ke dvěma karburátorům Amal standardním palivovým čerpadlem. Podvozek byl dvoudílný, každá část byla aerodynamicky zakrytována. Rozpětí křídel o nosné ploše 9 m2 bylo 8,5 m, délka letounu 5,8 m a výška 1,65 m. Mělo dosahovat maximální rychlosti 155 km/h, cestovní 135 km/h. S plnou nádrží při celkovém zatížení 285 kg mělo doletět do vzdálenosti 750 km. Měl to být optimální prostředek pro sportovní, amatérské letectví. Po stavbě letounů Be-501 a Be-502 se však ing. Beneš k dostavbě prototypu Beneš-Mráz Be-500 Bibi již nikdy nevrátil. 
Po druhé světové válce v továrně Walter vznikl podobný, malý motor, řadový invertní dvouválec Walter A (typové označení M-100) konstruktéra ing. Bohuslava Šimůnka (1946). Dosahoval jmenovitého výkonu 16 kW/22 k při 2 500 ot/min a byl rovněž určen pro pohon motorizovaných kluzáků.

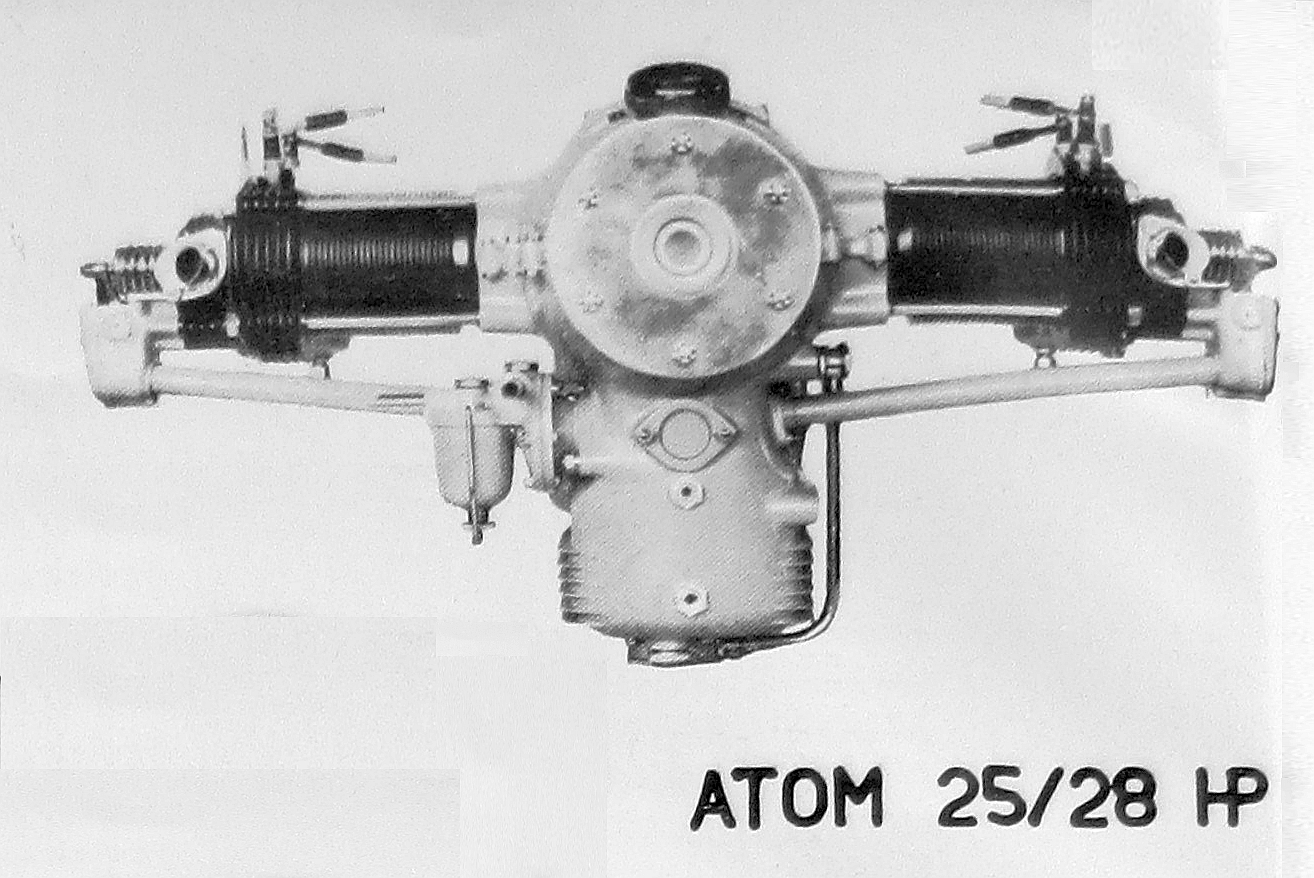
Walter Atom (1934)

## Popis motoru
Motor Walter Atom vznikl v roce 1934, do malovýroby se dostal v roce 1935 a dosahoval maximálního, vzletového výkonu 20 kW (28 k), což zase nebylo na dvouválec o objemu 1,1 litrů, tak málo. Uspořádání motoru s válci proti sobě bylo voleno tak, aby chod motoru nenamáhal konstrukci stroje (letadlo, větron).
Dvoudílná motorová skříň byla odlita z Hiduminia a byla uzavřena na obou stranách víky z elektronu. Na žebrované ocelové válce byly nasazeny žebrované hlavy z hliníkové slitiny s bronzovými sedly a vedeními ventilů. Hlavy válců byly snímatelné a byly připevněny ke skříni společně s válci čtyřmi průběžnými šrouby. Hlava i samotný válec byly povrchově chráněny galvanicky kadmiováním.

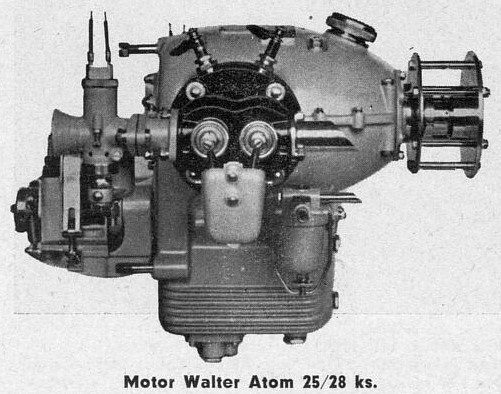
Walter Atom (1936)

Ocelový klikový hřídel byl z opracovaného výkovku a byl uložen ve skříni ve dvou bronzových kluzných ložiscích, která byla vylita ložiskovým kovem, a v jednom tlakovém kuličkovém ložisku, které zachycovalo osové síly od vrtule. Vrtulová hlava byla nasazena na kuželový konec klikového hřídele a byla zajištěna klínem a maticí. Ojnice H-průřezu byly z hiduminia vykovány a písty odlity. Písty měly dva těsnicí a jeden stírací kroužek. Mazání bylo tlakové cirkulační (kolečkové čerpadlo) s olejovou nádrží ve spodní části motorové skříně.
Na každém válci byl jeden karburátor Amal s korektorem. Zapalování bylo dvojité, magnety typu Bosch, které byly namontovány na zadním víku motorové skříně.

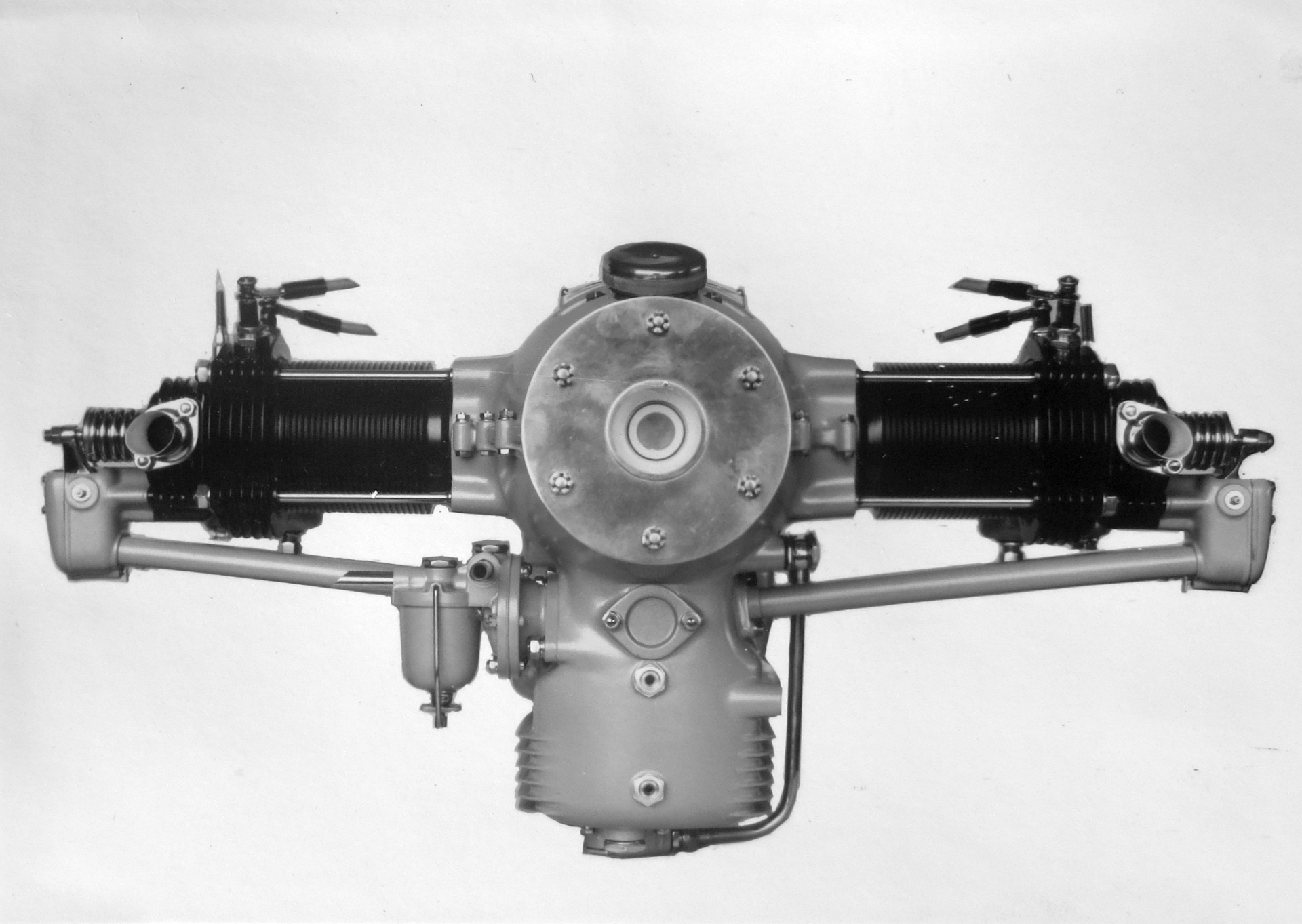
Walter Atom (1936)

## Použití
Plachtový odbor MLL ve společnosti Walter v dubnu 1936 stavěl větroň ŠP2, na který měl být namontován dvouválec Atom. Hlavním aplikací se však staly přestavby klasického větroně EL-2-M "Šedý vlk" na motorizovanou verzi. Označení vzniklo standardně: EL jsou iniciály konstruktéra (Elsnic Ludvík) a 2-M značí dvoumístný. Podle jiných pramenů „M“ v označení odkazovalo na možnost montáže motoru na větroň.
Prvním motorizovaným Šedým vlkem (EL-2-M) byl větroň postavený plachtovým odborem Masarykovy letecké ligy (MLL) v Moravské Ostravě. Zde byl poprvé použit nový motor Walter Atom z roku 1935. Motor byl na trubkové pyramidě nad baldachýnem křídla s vrtulí v tažném provedení. Byl hlavně používán jako dvoumístný pro školení žáků bezmotorového létání, kteří již absolvovali zkoušku "B".
Za nejznámější aplikací na motorizovaném kluzáku stojí nadšenci z aktivní odbočky Masarykovy letecké ligy (MLL) v Humpolci. Začátkem roku 1937 postavili motorizovaný, jednomístný větroň, což byl vlastně mírně překonstruovaný školní dvoumístný větroň EL-2-M Šedý vlk s pomocným motorem Walter Atom. Konstruktér Šedého vlka ing. Ludvík Elsnic, šéfpilot MLL tento upravený větroň 11. dubna 1937 zalétal a vyzkoušel. Další lety provedli piloti Rudolf Stejskal a Hubert Váhala. Lety prokázaly neobyčejně dobré letové vlastnosti a stabilitu kombinace draku s motorem. Větroň absolvoval na rovině po startu gumovým lanem lety o celkovém trvání 43 minuty bez nejmenší poruchy. Po malých změnách na motoru se v letových zkouškách pokračovalo a větroň byl podroben zkouškám před komisí ministerstva veřejných prací. Tehdy docílené výsledky daly tomuto typu větroňů naděje do budoucnosti, že pro svou poměrnou láci ve stavbě i provozu dozná velkého rozšíření a umožní létání i těm odborům MLL, které pro nedostatek hodného stroje musely omezovat svoji činnost. Není bez zajímavosti, že po stránce odborné i organizační se začaly na Masarykovu leteckou ligu obracet plachtaři spojeneckých států, Jugoslávie a Rumunska, které organizovaly plachtění po československém vzoru.
Ludvík Elsnic s ním následně přeletěl z Humpolce do Prahy v polovině června 1937 na Celostátní leteckou výstavu, kde byl větroň, pokřtěný na jméno »HUMPOLEC«, vystaven. Vnější rozměry větroně přestavbou na motorovou verzi zůstaly zachovány, byly však zesíleny podélníky, přidány diagonály do trupu a aby bylo zachováno těžiště, křídlo bylo posunuto částečně dopředu a obě sedadla dozadu. Walter Atom byl vetknut na lože z trubek nad předek trupu. Na leteckém dni 16. června 1938 na Rané byl tento motorový kluzák EL-2M předveden prezidentu Edvardu Benešovi, který tuto akci navštívil. Tehdy již byl větroň vybaven větrným štítkem předního pilotního prostoru a vrtule dostala aerodynamický vrtulový kužel.
V Národním technickém muzeu je v dopravní hale vystaven dochovaný motor Walter Atom.

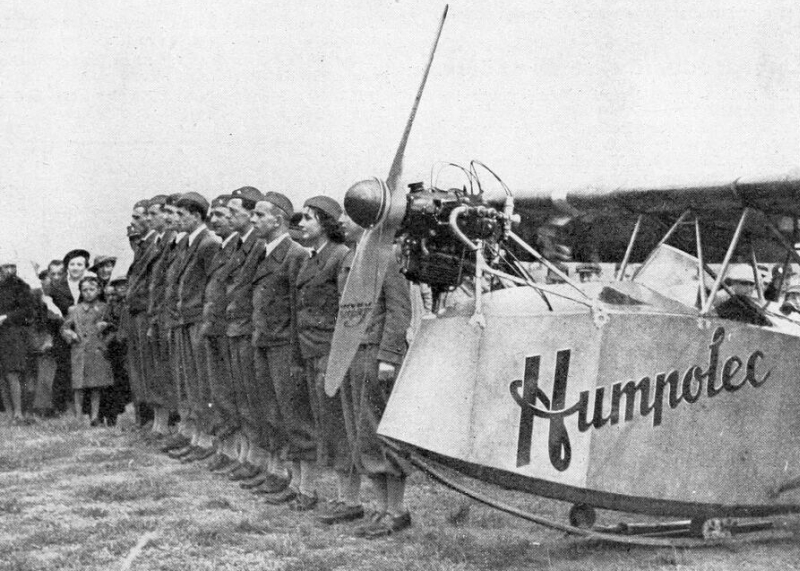
Walter Atom a motororizovaný kluzák Humpolec EL-2-M Šedý vlk (Raná 1938)

## Použití v letounech
Motory Walter Atom poháněly mj. letouny a větroně československé výroby.
- Beneš-Mráz Be-500 Bibi (prototyp)
- dvoumístný kluzák EL-2-M "Šedý vlk"

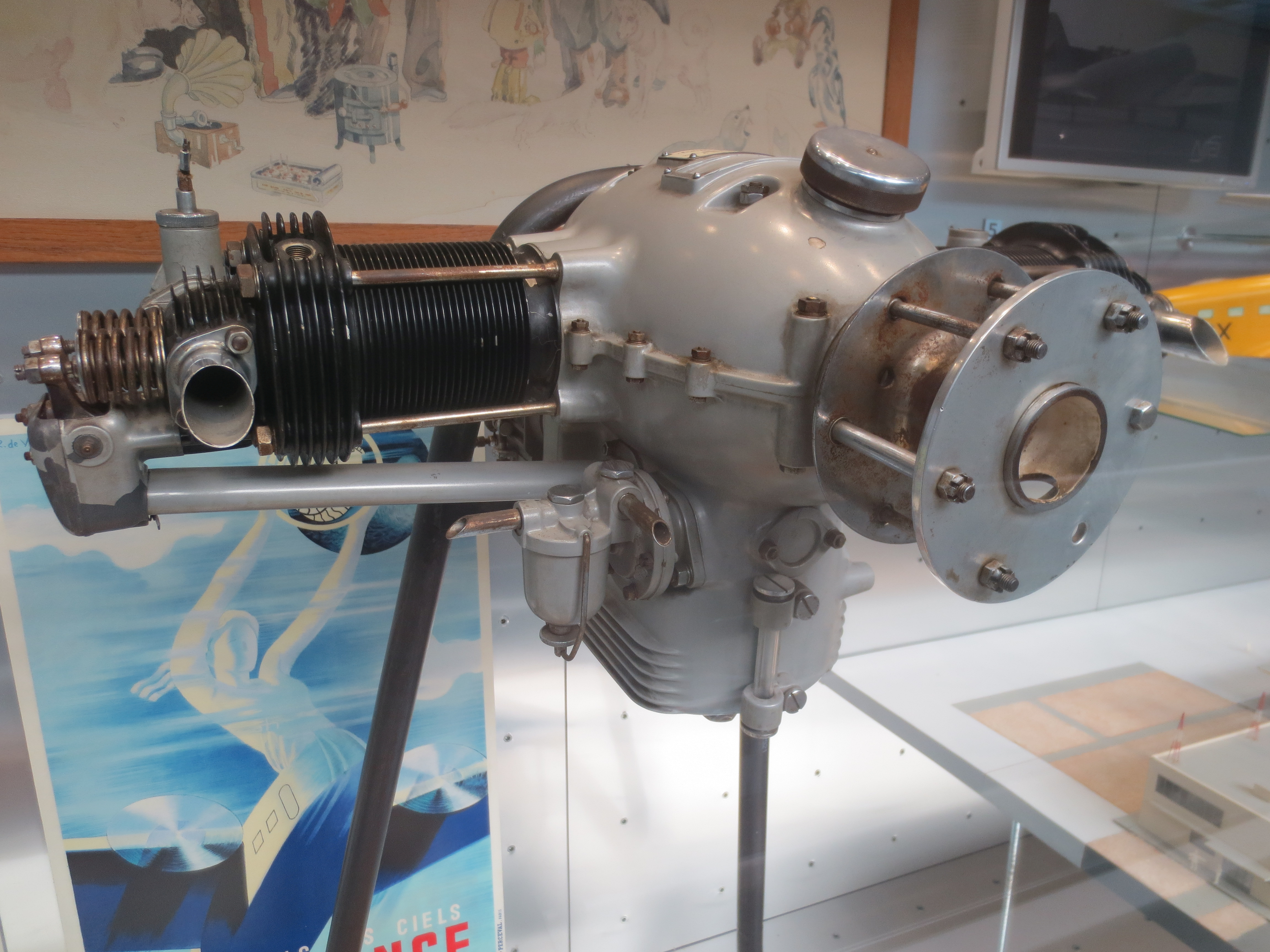
Walter Atom, NTM 2020

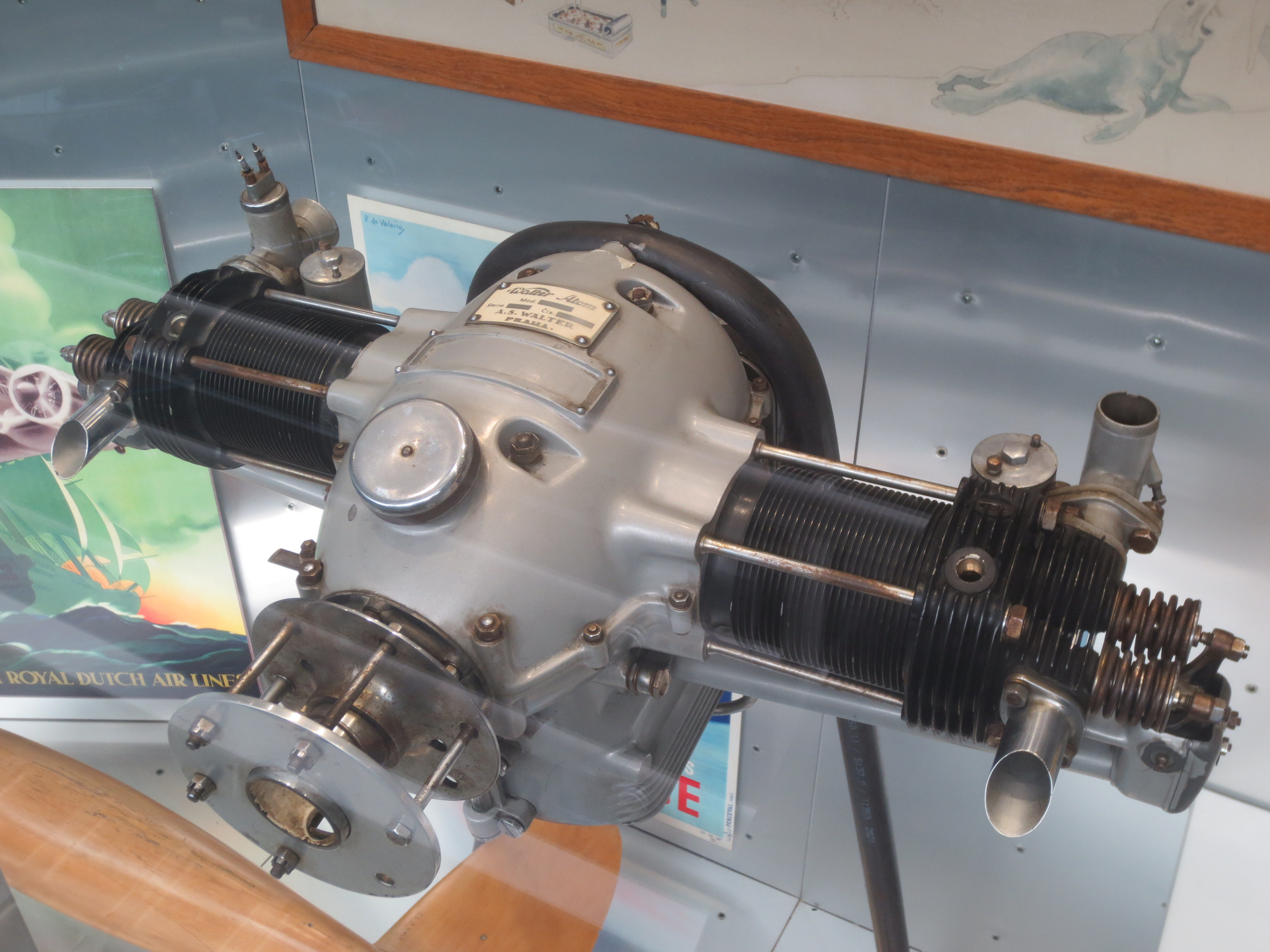
Walter Atom (NTM 2020)

- jednomístný kluzák HUMPOLEC I

## Specifikace

### Hlavní technické údaje
- Typ: čtyřdobý zážehový vzduchem chlazený, horizotální dvouválcový motor, s protiběžnými písty (boxer)[1][6][15]

- Vrtání válce: 85 mm
- Zdvih pístu: 96 mm
- Celková plocha pístů: 437 cm²
- Zdvihový objem motoru: 1090 cm³
- Délka se startérem: 510 mm
- Šířka: 815 mm
- Výška: 409 mm
- Hmotnost suchého motoru (tj. bez provozních náplní a vrtulové hlavy): 40–41 kg

### Součásti
- Rozvod: OHV, jeden sací a jeden výfukový ventil na válec
- Zapalování: 2 magnety Bosch
- Příprava palivové směsi: 2 karburátory Amal
- Požadavek na paliva: min. 68oktanový letecký benzín
- Spotřeba paliva: 260–270 g·h−1·k−1 / 354–367 g·h−1·kW−1
- Mazání: tlakové, oběžné
- Spotřeba oleje: 15–20 g·h−1·k−1 / 20,4-27,2 g·h−1·kW−1
- Chlazení: vzduchové

### Výkony
- Nominální, jmenovitý výkon: 25 k (18,4 kW) při 2600 ot/min
- Maximální (vzletový) výkon: 28 k (20,6 kW) při 3000 ot/min
- Kompresní poměr: 5,2:1
- Poměr výkon/objem: 22,7 k/l (16,7 kW/l)
- Poměr výkonu k hmotnosti (specifická hmotnost): 0,62 k/kg (0,46 kW/kg)
- Specifická výkonnost: 1,6 kg/k (2,14 kg/kW)